# Iscadia phaeoptera
Iscadia phaeoptera är en fjärilsart som beskrevs av Paul Dognin 1911. Iscadia phaeoptera ingår i släktet Iscadia och familjen trågspinnare. Inga underarter finns listade i Catalogue of Life.